# Connie Brown (Unternehmerin)
Constance „Connie“ Brown (* 6. August 1907; † 21. Januar 2010 in Pembroke, Wales) war zu ihrer Zeit die älteste Kleinunternehmerin des Vereinigten Königreiches.
1928 eröffnete sie mit ihrem 1964 verstorbenen Mann Sidney einen Fish-and-Chips-Laden im walisischen Pembroke. Über 80 Jahre lang arbeitete sie hier an sechs Tagen in der Woche, in späteren Jahren unter Mithilfe ihrer Kinder. In lautmalerischer Anlehnung an The Godfather („Der Pate“) wurde Brown als The Codmother („Die Kabeljau-Mutter“) bekannt.
Für ihre gesellschaftlichen Verdienste wurde sie 2006 zum Member des Order of the British Empire (MBE) ernannt.
Am 20. Januar 2010 wurde Connie Brown zum ersten Mal in ihrem Leben ins Krankenhaus eingewiesen, wo sie am darauf folgenden Tag starb.